# Klaus Sammer
Klaus Sammer, född 5 december 1942, är en tysk (tidigare östtysk) före detta professionell fotbollsspelare och tränare. Han är far till Matthias Sammer.
Sammer spelade för Dynamo Dresden under 1970-talet då klubben firade stora framgångar i DDR. Sammer verkade efter den aktiva karriären som tränare i klubben. Han har senare verkat inom DFB som tränare för Tysklands juniorlandslag.

## Meriter
- 17 A-landskamper för DDR (1970-1973)

## Klubbar
- SG Dynamo Dresden (1965-1975)

## Tränarkarriär
- Tysklands fotbollsförbund
- SG Dynamo Dresden